# سوزانا يوفانوفيتش
سوزانا يوفانوفيتش (بالصربية: Сузана Јовановић)‏ هي مغنية صربية، ولدت في القرن العشرين.